# Nomaindia Mfeketo

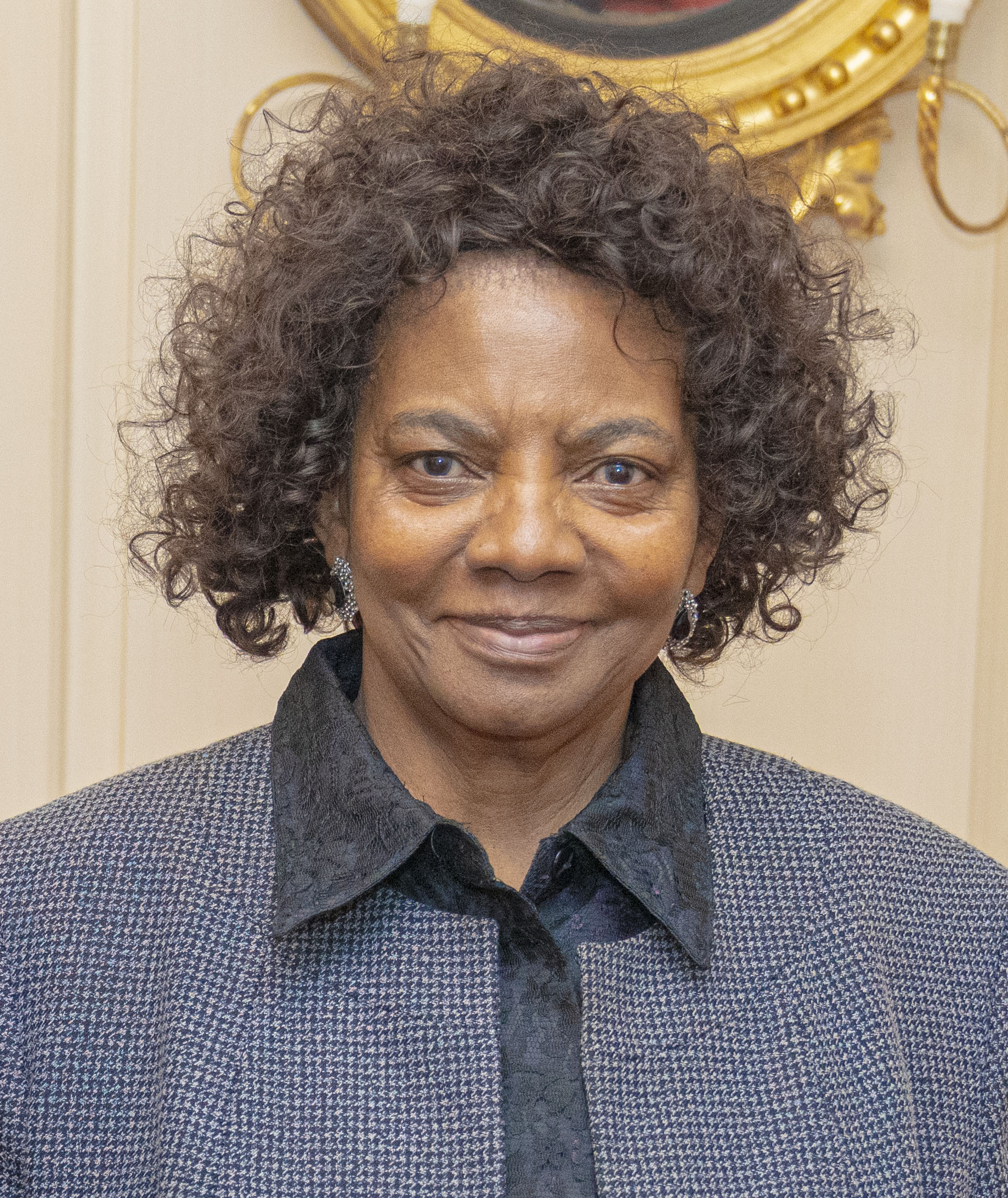
Nomaindia Mfeketo

Nomaindia Cathleen Mfeketo (* 2. Juni 1952 in Kapstadt) ist eine südafrikanische Politikerin, ehemalige stellvertretende Parlamentssprecherin und ehemalige Bürgermeisterin von Kapstadt. 2018 bis 2019 gehörte sie als Ministerin für Siedlungspolitik dem Kabinett Ramaphosa I an.

## Leben
Mfeketo wurde im Kapstadter Vorort Elsie’s River geboren. Ihre Familie wurde im Rahmen des Promotion of Bantu Self-Government Act in ein Township umgesiedelt. Diese Erfahrung politisierte sie früh und sie trat der African National Congress Women’s League und später dem African National Congress (ANC) bei. Von 1981 bis 1991 arbeitete sie für die Nichtregierungsorganisation (NRO) Zakhe, wo sie für die Aus- und Weiterbildung von Jugendlichen und Frauen zuständig war. In diese Zeit fiel eine von ihr organisierte Protestaktion für die Rechte von Schwarzen, insbesondere für das Recht, in Kapstadt zu leben. In Folge davon kam sie mehrfach in Arrest; ihr wurde die Teilnahme am Begräbnis ihres Sohnes, der bei einem Autounfall ums Leben gekommen war, verweigert.
Bis 1996 war sie in weiteren NRO tätig, bevor sie in den Stadtrat von Kapstadt gewählt wurde. Bei den Bürgermeisterwahlen 1998 gewann sie und wurde erste schwarze Bürgermeisterin der Stadt; sie blieb bis 2000 im Amt. 2002 wurde Mfeketo als Nachfolgerin von Gerald Morkel erneut zur Bürgermeisterin der City of Cape Town Metropolitan Municipality gewählt und blieb es bis 2006; ihre Nachfolgerin war Helen Zille. Im Anschluss war sie als Beraterin von Nkosazana Dlamini-Zuma tätig. 2008 wurde sie in die südafrikanische Nationalversammlung gewählt, vom 9. Mai 2009 bis zum 25. Mai 2014 war sie die stellvertretende Sprecherin dieser Parlamentskammer. Mfeketo ist Mitglied des Nationalen Exekutivkomitees sowie des Arbeitskomitees des ANC. 2018 wurde sie Minister of Human Settlements, bei der Neubildung des Kabinetts 2019 jedoch nicht mehr berücksichtigt.
Seit März 2020 ist sie die südafrikanische Botschafterin in den Vereinigten Staaten.

## Auszeichnungen
- Ehrendoktorat in Rechtswissenschaft der Universität Kapstadt (2000)[7]
- Local Government Management of South Africa Award 2003